# Emerson Samba
Emerson Samba (Bo, 5 de março de 1987) é um futebolista serra-leonês.

## Carreira
Desde 2006, Samba defende o Mighty Blackpool. Joga também pela Seleção de Serra Leoa.